# Samosłyszalność
Samosłyszalność (lub efekt lokalny) – efekt występujący w aparacie telefonicznym polegający na słyszeniu własnego głosu w słuchawce telefonu. Spowodowane jest tym, że prąd wypływający z mikrofonu aparatu trafia do słuchawki.
Do eliminacji zjawiska lokalnego wykorzystuje się układ antylokalny np. w postaci mostka zrównoważonego, który rozdziela sygnał nadawany od odbieranego.

## Analiza zjawiska

Rys. 1. Schemat poglądowy telefonu wykorzystującego linię trzyprzewodową

Rys. 2. Schemat poglądowy telefonu wykorzystującego linię dwuprzewodową

Rys. 3. Schemat poglądowy telefonu z układem antylokalnym

Gdyby linia telefoniczna składała się z trzech przewodów, problem efektu lokalnego by nie występował (rys. 1). Sygnał z mikrofonu M1 trafiałby tylko do słuchawki S2, a z mikrofonu M2 tylko do słuchawki S1.
W telefonii są wykorzystywane tylko dwa przewody, więc w linii występują jednocześnie sygnały transmitowane w obu kierunkach. Można wyobrazić sobie telefon o schemacie połączeń jak na rys. 2. W takim wypadku w każdej słuchawce płynąłby również prąd lokalnego mikrofonu, czyli oprócz rozmówcy słyszelibyśmy siebie. Sygnał w linii telefonicznej ulega osłabieniu w wyniku jej rezystancji i pojemności (patrz linia długa), w wyniku czego głos rozmówcy byłby znacznie cichszy niż własny głos. Żeby temu zapobiec, stosuje się układ antylokalny, pracujący najczęściej na zasadzie mostka.
Rysunek 3 przedstawia schemat na którym słuchawka S1 jest umieszczona pomiędzy dwoma dzielnikami napięcia złożonymi z rezystorów ZR i R1 oraz ZL i R2. Dzielniki te stanowią mostek. Jeśli stosunki impedancji ZR/R1 i ZL/R2 będą równe, to potencjały w punktach C i D także będą równe i przez słuchawkę nie będzie płynął prąd. Głos z mikrofonu M1 nie będzie słyszalny w słuchawce S1, tylko transmitowany do linii telefonicznej. Warunkiem jest utrzymanie równowagi mostka. Konstruując aparat telefoniczny można zapewnić, by rezystancja R1 była równa R2. W takim wypadku impedancja ZR powinno być równe ZL, gdzie ZL oznacza wypadkową impedancję linii telefonicznej i aparatu rozmówcy. Każdy aparat powinien być tak skonstruowany, żeby jego rezystancja dla przebiegów zmiennych widziana od strony linii wynosiła 600 Om. Linia telefoniczna z kolei może zostać w dobrym przybliżeniu przedstawiona jako połączenie bardzo wielu elementarnych pojemności i rezystancji. Żeby całkowicie wyeliminować efekt lokalny, należałoby zastosować równoważnik linii ZR o takich samych parametrach jak sumaryczna impedancja linii telefonicznej i aparatu rozmówcy. Pojawiają się tu dwa problemy:
- w tanim aparacie nie można zastosować rozbudowanego równoważnika linii zawierającego kilkadziesiąt rezystorów i kondensatorów
- parametry linii telefonicznej nie są jednakowe i zależą m.in. od odległości od centrali, średnicy żył i materiału, z którego wykonano przewody.

Z podanych dwóch względów przyjmuje się uproszczony układ równoważnika, naśladujący uśrednione warunki. W ten sposób uzyskuje się tłumienie rzędu kilkunastu decybeli, co jednak w praktyce jest zadowalające. Nowsze aparaty potrafią automatycznie dostosować parametry układu antylokalnego do impedancji linii.